# Гейзенберг, Вернер
Ве́рнер Карл Ге́йзенберг (нем. Werner Karl Heisenberg, правильное произношение на МФА — ˈhaɪzənbɛɐ̯k; 5 декабря 1901, Вюрцбург, королевство Бавария, Германская империя — 1 февраля 1976, Мюнхен, ФРГ) — немецкий физик-теоретик, один из создателей квантовой механики, лауреат Нобелевской премии по физике (1932). Во время Второй мировой войны был ведущим теоретиком немецкого ядерного проекта.
Гейзенберг является автором ряда фундаментальных результатов в квантовой теории: он заложил основы матричной механики, сформулировал соотношение неопределённостей, применил формализм квантовой механики к проблемам ферромагнетизма, аномального эффекта Зеемана и прочее. В дальнейшем активно участвовал в развитии квантовой электродинамики (теория Гейзенберга — Паули) и квантовой теории поля (теория S-матрицы), в последние десятилетия жизни предпринимал попытки создания единой нелинейной спинорной теории поля. Гейзенбергу принадлежит одна из первых квантовомеханических теорий ядерных сил. Ряд работ посвящён также физике космических лучей, теории турбулентности, философским проблемам естествознания.
Впоследствии сыграл большую роль в организации научных исследований в послевоенной Германии, член ряда академий и научных обществ мира. Написал несколько важных работ по философии науки. Обладатель Ордена «За заслуги перед Федеративной Республикой Германия» (1964).

## Биография

### Юные годы (1901—1920)
Вернер Гейзенберг родился в Вюрцбурге в семье Августа Гейзенберга, профессора средневековой и современной греческой филологии, и Анни Веклейн (Annie Wecklein), дочери директора мюнхенской гимназии Максимилиана (Maximilian Gymnasium). Он был вторым ребёнком в семье, его старший брат Эрвин (1900—1965) впоследствии стал учёным-химиком. В 1910 году семья переехала в Мюнхен, где Вернер учился в школе, делая успехи в математике, физике и грамматике. Его учёба была прервана весной 1918 года, когда его и других 16-летних подростков отправили на ферму для выполнения вспомогательных работ. В это время он серьёзно увлёкся философией, читал Платона и Канта. После окончания Первой мировой войны страна и город оказались в неопределённой ситуации, власть переходила от одной политической группы к другой. Весной 1919 года Гейзенберг некоторое время служил вестовым, помогая вступившим в город войскам нового баварского правительства. Затем он принимал участие в молодёжном движении, участники которого были недовольны существующим порядком вещей, старыми традициями и предрассудками. Вот как вспоминал сам Гейзенберг об одном из собраний таких молодых людей:

Говорилось много речей, пафос которых показался бы нам сегодня чуждым. Что нам важнее, судьба нашего народа или всего человечества; обессмыслена ли поражением жертвенная смерть павших; вправе ли молодёжь сама строить свою жизнь в соответствии со своими собственными представлениями о ценностях; что весомее, верность себе или старые формы, веками упорядочивавшие жизнь людей, — обо всём этом говорили и спорили со страстью. Я слишком колебался по всем вопросам, чтобы принять участие в этих дебатах, но вслушивался в них снова и снова…
— В. Гейзенберг. Физика и философия. Часть и целое. — М.: Наука, 1990. — С. 145.
Однако главный интерес для него в это время представляла не политика, философия или музыка (Гейзенберг был одарённым пианистом и, по воспоминаниям Феликса Блоха, мог часами упражняться в игре на инструменте), а математика и физика. Он изучал их преимущественно самостоятельно, и его знания, выходящие далеко за рамки школьного курса, были особо отмечены по результатам заключительных экзаменов в гимназии. Во время долгой болезни он прочитал книгу Германа Вейля «Пространство, время и материя», был впечатлён мощью математических методов и их приложений и решил изучать математику в Мюнхенском университете, куда поступил летом 1920 года. Однако профессор математики Фердинанд фон Линдеман отказался сделать новичка участником своего семинара, и по совету отца Гейзенберг обратился к известному физику-теоретику Арнольду Зоммерфельду. Тот сразу согласился принять Вернера в свою группу, где уже работал молодой Вольфганг Паули, который вскоре стал близким другом Гейзенберга.

### Мюнхен — Гёттинген — Копенгаген (1920—1927)
Под руководством Зоммерфельда Гейзенберг начал работу в русле так называемой «старой квантовой теории». Зиму 1922—1923 года Зоммерфельд провёл в Висконсинском университете (США), рекомендовав своему ученику поработать в Гёттингене под руководством Макса Борна. Так началось плодотворное сотрудничество двух учёных. Гейзенберг уже посещал Гёттинген в июне 1922 года во время так называемого «Боровского фестиваля», серии лекций о новой атомной физике, прочитанных Нильсом Бором. Молодому физику даже удалось познакомиться со знаменитым датчанином и побеседовать с ним во время одной из прогулок. Как впоследствии вспоминал сам Гейзенберг, этот разговор оказал большое влияние на формирование его взглядов и подхода к решению научных проблем. Он следующим образом определил роль различных влияний в его жизни: «У Зоммерфельда я научился оптимизму, у гёттингенцев — математике, а у Бора — физике».
Гейзенберг вернулся в Мюнхен на летний семестр 1923 года. К этому времени он подготовил диссертацию, посвящённую некоторым фундаментальным проблемам гидродинамики. Эта тема была предложена Зоммерфельдом, который полагал, что более классическая тематика упростит защиту. Однако, помимо диссертации, для получения степени доктора философии было необходимо сдать устный экзамен по трём предметам. Особенно трудным оказалось испытание по экспериментальной физике, которой Гейзенберг не уделял особого внимания. В итоге он не смог ответить ни на один вопрос профессора Вильгельма Вина (о разрешающей силе интерферометра Фабри—Перо, микроскопа, телескопа и о принципе работы свинцового аккумулятора), но благодаря заступничеству Зоммерфельда ему всё же поставили наинизшую оценку, достаточную для присуждения степени.
Осенью 1923 года Гейзенберг вернулся в Гёттинген к Борну, который добился для него дополнительного места ассистента. Борн следующим образом описал своего нового сотрудника:

Он был похож на простого крестьянского парня, с короткими, светлыми волосами, ясными живыми глазами и чарующим выражением лица. Он выполнял свои обязанности ассистента более серьёзно, чем Паули, и оказывал мне большую помощь. Его непостижимая быстрота и острота понимания всегда позволяли ему проделывать колоссальное количество работы без особых усилий.
— Дж. Мехра. Рождение квантовой механики // Успехи физических наук. — Российская академия наук, 1977. — Т. 122, № 4. — С. 723.
В Гёттингене молодой учёный продолжил свою работу над теорией эффекта Зеемана и другими квантовыми проблемами, а в следующем году прошёл процедуру хабилитации, получив официальное право читать лекции. Осенью 1924 года Гейзенберг впервые приехал в Копенгаген, чтобы поработать под руководством Нильса Бора. Он также начал тесно сотрудничать с Хендриком Крамерсом, написав совместную статью по квантовой теории дисперсии.
Весной 1925 года Гейзенберг вернулся в Гёттинген и в течение нескольких последующих месяцев добился решающего прогресса в построении первой логически согласованной квантовой теории — матричной механики. В дальнейшем формализм теории был доведён до совершенства при участии Борна и Паскуаля Йордана. Другая формулировка теории — волновая механика — была дана Эрвином Шрёдингером и стимулировала как появление многочисленных конкретных применений, так и глубокую проработку физических основ теории. Одним из итогов этой деятельности стал принцип неопределённости Гейзенберга, сформулированный в начале 1927 года.
В мае 1926 году Гейзенберг переехал в Данию и приступил к обязанностям доцента университета в Копенгагене и ассистента Нильса Бора.

### Лейпциг — Берлин (1927—1945)
Признание научных заслуг Гейзенберга вылилось в приглашения на должность профессора, поступившие из Лейпцига и Цюриха. Учёный выбрал Лейпциг, где директором физического института при университете работал Петер Дебай, и в октябре 1927 года занял пост профессора теоретической физики. Другими его коллегами были Грегор Вентцель и Фридрих Хунд, а первым ассистентом стал Гвидо Бек. Гейзенберг выполнял многочисленные обязанности на факультете, читал лекции по теоретической физике, организовал еженедельный семинар по атомной теории, который сопровождался не только интенсивным обсуждением научных проблем, но также дружескими чаепитиями и порой плавно перетекал в соревнования по настольному теннису (молодой профессор играл очень хорошо и с большим азартом). При этом, как отмечают биографы учёного Невилл Мотт и Рудольф Пайерлс, ранняя слава практически не повлияла на личные качества Гейзенберга:

Никто не осудил бы его, если бы он начал воспринимать себя серьёзно и стал слегка напыщенным после того, как он предпринял по крайней мере два решающих шага, изменивших лицо физики, и после получения в столь юном возрасте статуса профессора, что заставляло и многих более старых и менее значительных людей чувствовать себя важными, но он остался таким, каким и был, — неофициальным и весёлым в обращении, почти мальчишеским и обладающим скромностью, граничащей с застенчивостью.
Оригинальный текст (англ.)One could not have blamed him if he had started to take himself seriously and had become a little pompous, after having taken at least two decisive steps that changed the face of physics, and after reaching at so young an age the status of professor, which made many older and lesser men feel important, but he remained as he had been – informal and cheerful in manner, almost boyish, and with a modesty that verged on shyness.
— N. Mott, R. Peierls. Werner Heisenberg (1901—1976) // Biogr. Mems Fell. Roy. Soc.. — 1977. — Vol. 23. — P. 225.
В Лейпциге появились первые ученики Гейзенберга, и скоро здесь сформировалась крупная научная школа. В разное время сотрудниками теоретической группы были Феликс Блох, Уго Фано, Эрих Хюккель, Роберт Малликен, Рудольф Пайерлс, Георг Плачек, Джон Слэтер, Эдвард Теллер, Ласло Тисса, Джон Хазбрук ван Флек, Виктор Вайскопф, Карл фон Вайцзеккер, Кларенс Зенер, Исидор Раби, Глеб Ватагин, Эрих Багге, Ганс Эйлер, Зигфрид Флюгге, Теодор Фёрстер, Грета Герман, Герман Артур Ян, Фриц Заутер, Иван Супек, Харальд Вергеланд, Джанкарло Вик, Уильям Хьюстон и многие другие. Хотя профессор обычно не вникал в математические подробности работы своих учеников, он часто помогал прояснить физическую сущность изучаемой проблемы. Первый студент Гейзенберга (а впоследствии нобелевский лауреат) Феликс Блох следующим образом охарактеризовал педагогические и научные качества своего наставника:

Если я должен выбрать единственное из его великих качеств как учителя, то это было бы его необычайно позитивное отношение к любому прогрессу и его поощрение в этой связи. …одной из наиболее удивительных особенностей Гейзенберга была почти безошибочная интуиция, которую он проявлял в своём подходе к физической проблеме, и феноменальный способ, с помощью которого решения как будто падали с неба.
Оригинальный текст (англ.)If I should single out one of his great qualities as a teacher, it would be his immensely positive attitude towards any progress and the encouragement he thereby conferred. …one of the most marvelous traits of Heisenberg was the almost infallible intuition that he showed in his approach to a problem of physics and the phenomenal way in which the solutions came to him as if out of the blue sky.
— F. Bloch. Heisenberg and the early days of quantum mechanics // Physics Today. — 1976. — Vol. 29, № 12. — P. 26—27.
В 1933 году Гейзенберг был награждён Нобелевской премией по физике за предыдущий год с формулировкой «за создание квантовой механики, приложения которой, в числе прочего, привели к открытию аллотропных форм водорода». Несмотря на радость, учёный выразил недоумение в связи с тем фактом, что его коллеги Поль Дирак и Эрвин Шрёдингер получили одну премию (за 1933 год) на двоих, а Макс Борн и вовсе был обойдён вниманием Нобелевского комитета.
К этому времени коренным образом изменилась политическая ситуация в Германии: к власти пришёл Гитлер. Гейзенберг, решивший остаться в стране, вскоре подвергся нападкам со стороны противников так называемой «еврейской физики», к которой относились, в том числе, квантовая механика и теория относительности. Тем не менее, на протяжении 1930-х — начала 1940-х годов учёный плодотворно работал над проблемами теории атомного ядра, физики космических лучей, квантовой теории поля. С 1939 года он принимал участие в деятельности немецкого ядерного проекта в качестве одного из его лидеров, а в 1942 году был назначен профессором физики Берлинского университета и руководителем Института физики Общества кайзера Вильгельма.

### Послевоенный период (1946—1976)
В ходе операции «Эпсилон» союзными войсками были задержаны десять немецких учёных (в том числе и Гейзенберг), которые работали над ядерным оружием в нацистской Германии. Учёные были захвачены между 1 мая и 30 июня 1945 года и перевезены в Фарм-Холл, начинённое прослушивающими устройствами здание в Годманчестере (близ Кембриджа, Англия). Содержались они там с 3 июля 1945 года по 3 января 1946 года с целью определить, насколько близки были немцы к созданию атомной бомбы.
В начале 1946 года полковник Блаунт (B. K. Blount), член научного отдела военного правительства британской оккупационной зоны, пригласил Гейзенберга и Отто Гана в Гёттинген, с которого должно было начаться возрождение науки в разрушенной Германии. Учёные много внимания уделяли организационной работе сначала в рамках Совета по науке, а затем Общества Макса Планка, пришедшего на смену Обществу кайзера Вильгельма. В 1949 году, после создания ФРГ, Гейзенберг стал первым президентом Немецкого научно-исследовательского сообщества, которое должно было осуществлять содействие научной работе в стране. В качестве главы Комитета по атомной физике он стал одним из инициаторов начала работ по ядерным реакторам в Германии. В то же время Гейзенберг выступал против приобретения страной ядерного оружия, которое планировалось правительством Аденауэра. В 1955 году он сыграл активную роль в появлении так называемой Декларации Майнау, подписанной шестнадцатью нобелевскими лауреатами, а спустя два года — Гёттингенского манифеста восемнадцати немецких учёных. В 1958 году он подписал обращение с призывом запретить ядерные испытания, инициированное Лайнусом Полингом и адресованное генеральному секретарю ООН. Отдаленным итогом этой деятельности стало присоединение ФРГ к Договору о нераспространении ядерного оружия.
Гейзенберг активно поддерживал создание ЦЕРН, участвуя в работе ряда его комитетов. В частности, он был первым председателем Комитета по научной политике и занимался определением направлений развития ЦЕРН. Одновременно Гейзенберг занимал должность директора Физического института Общества Макса Планка, который в 1958 году переехал из Гёттингена в Мюнхен и был переименован в Институт физики и астрофизики (нем. Max-Planck-Institut für Physik‎). Учёный возглавлял это учреждение до выхода в отставку в 1970 году. Он использовал своё влияние для открытия новых институтов в рамках Общества — Исследовательского центра в Карлсруэ (сейчас в составе Университета Карлсруэ), Института физики плазмы, Института внеземной физики. В 1953 году он стал первым послевоенным президентом Фонда Александра фон Гумбольдта, направленного на содействие иностранным учёным, желающим поработать в Германии. Занимая этот пост на протяжении двух десятков лет, Гейзенберг позаботился об автономии Фонда и его структуре, свободной от бюрократических недостатков государственных учреждений.
Несмотря на многочисленные административные и общественные обязанности, учёный продолжал свою научную работу, в последние годы основное внимание уделяя попыткам построения единой теории поля. Среди сотрудников его гёттингенской группы в разное время были Карл фон Вайцзеккер, Кадзухико Нисидзима, Гарри Леман, Герхарт Людерс, Райнхард Эме, Вальтер Тирринг, Бруно Зумино, Ханс-Петер Дюрр и другие. После выхода в отставку Гейзенберг выступал в основном по общим или философским вопросам естествознания. В 1975 году его здоровье стало ухудшаться, и 1 февраля 1976 года учёный скончался. Известный физик Юджин Вигнер писал по этому случаю:

Нет такого живущего физика-теоретика, который сделал больший вклад в нашу науку, чем он. В то же время он был доброжелателен со всеми, лишён высокомерия и составлял приятную компанию.
Оригинальный текст (англ.)There is no living theoretical physicist who has contributed more to our subject than he did. At the same time, he was friendly to all, devoid of haughtiness, and pleasant company.
— E. P. Wigner. Werner K. Heisenberg (Obituary) // Physics Today. — 1976. — Vol. 29, № 4. — P. 86—87.

## Научная деятельность

### Старая квантовая теория
Начало 1920-х годов в атомной физике было временем так называемой «старой квантовой теории», в основе которой первоначально лежали идеи Нильса Бора, получившие развитие в работах Зоммерфельда и других учёных. Одним из основных методов получения новых результатов был боровский принцип соответствия. Несмотря на ряд успехов, многие вопросы ещё не были решены удовлетворительным образом, в частности задача о нескольких взаимодействующих частицах и проблема пространственного квантования. Кроме того, сама теория была непоследовательной: классические законы Ньютона можно было применять лишь к стационарным орбитам электрона, тогда как переход между ними нельзя было описывать на этой основе.
Зоммерфельд, хорошо осведомлённый обо всех этих трудностях, подключил Гейзенберга к работе над теорией. Первая его статья, вышедшая в начале 1922 года, была посвящена феноменологической модели эффекта Зеемана. Эта работа, в которой предлагалась смелая модель атомного остова, взаимодействующего с валентными электронами, и вводились полуцелые квантовые числа, сразу же сделала молодого учёного одним из лидеров теоретической спектроскопии. В последующих работах на базе принципа соответствия обсуждались вопросы ширины и интенсивности спектральных линий и их зеемановских компонент. В статьях, написанных совместно с Максом Борном, рассматривались общие проблемы теории многоэлектронных атомов (в рамках классической теории возмущений), анализировалась теория молекул и предлагалась иерархия внутримолекулярных движений, различающихся своей энергией (молекулярные вращения и колебания, электронные возбуждения), оценивались величины атомных поляризуемостей и делался вывод о необходимости введения полуцелых квантовых чисел. Другая модификация квантовых соотношений, заключавшаяся в приписывании квантовым состояниям атома двух полуцелых значений квантовых чисел углового момента, следовала из рассмотрения аномального эффекта Зеемана (впоследствии эта модификация была объяснена наличием спина электрона). Эта работа, по предложению Борна, послужила в качестве Habilitationsschrift, то есть основания для хабилитации, полученной Гейзенбергом в возрасте 22 лет в Гёттингенском университете.
Совместная работа с Хендриком Крамерсом, написанная в Копенгагене, содержала формулировку теории дисперсии, обобщавшую недавние результаты Борна и самого Крамерса. Её итогом стало получение квантовотеоретических аналогов дисперсионных формул для поляризуемости атома в данном стационарном состоянии с учётом возможности переходов на более высокие и более низкие состояния. Эта важная работа, вышедшая в начале 1925 года, явилась непосредственным предшественником первой формулировки квантовой механики.

### Создание матричной механики
Гейзенберг не был удовлетворён состоянием теории, требовавшей решения каждой конкретной задачи в рамках классической физики с последующим переводом на квантовый язык с помощью принципа соответствия. Такой подход не всегда давал результат и во многом зависел от интуиции исследователя. Стремясь получить строгий и логически согласованный формализм, весной 1925 года Гейзенберг решил отказаться от прежнего описания, заменив его описанием через так называемые наблюдаемые величины. Эта идея возникла под влиянием работ Альберта Эйнштейна, который дал релятивистское определение времени вместо ненаблюдаемого ньютоновского абсолютного времени. (Впрочем, уже в апреле 1926 года Эйнштейн в личном разговоре с Гейзенбергом заметил, что именно теория определяет, какие величины считать наблюдаемыми, а какие — нет.) Гейзенберг отказался от классических понятий положения и импульса электрона в атоме и рассмотрел частоту и амплитуду колебаний, которые можно определить из оптического эксперимента. Ему удалось представить эти величины в виде наборов комплексных чисел и дать правило их перемножения, которое оказалось некоммутативным, а затем применить разработанный метод к задаче об ангармоническом осцилляторе. При этом для частного случая гармонического осциллятора естественным образом следовало существование так называемой «нулевой энергии». Таким образом, принцип соответствия был включён в сами основы разработанной математической схемы.
Гейзенберг получил решение этой задачи в июне 1925 года на острове Гельголанд, где он выздоравливал от приступа сенной лихорадки. Вернувшись в Гёттинген, он описал свои результаты в статье «О квантовотеоретическом истолковании кинематических и механических соотношений» и послал её Вольфгангу Паули. Заручившись одобрением последнего, Гейзенберг передал работу Борну для опубликования в журнале Zeitschrift für Physik, где она была получена 29 июля 1925 года. Вскоре Борн осознал, что наборы чисел, представляющих физические величины, являются не чем иным, как матрицами, а гейзенберговское правило их перемножения — это правило умножения матриц.
В целом матричную механику ждал довольно пассивный приём физического сообщества, которое было слабо знакомо с математическим формализмом матриц и которое отпугивала чрезвычайная абстрактность теории. Лишь некоторые учёные обратили пристальное внимание на статью Гейзенберга. Так, Нильс Бор сразу же высоко оценил её и заявил, что «началась новая эра взаимного стимулирования механики и математики». Первая строгая формулировка матричной механики была дана Борном и Паскуалем Йорданом в их совместной работе «О квантовой механике», законченной в сентябре 1925 года. Они получили фундаментальное перестановочное соотношение (квантовое условие) для матриц координаты и импульса. Вскоре Гейзенберг подключился к этим исследованиям, итогом которых стала знаменитая «работа трёх» (Drei-Männer Arbeit), завершённая в ноябре 1925 года. В ней был представлен общий метод решения задач в рамках матричной механики, в частности рассмотрены системы с произвольным числом степеней свободы, введены канонические преобразования, даны основы квантовомеханической теории возмущений, решена задача о квантовании углового момента, обсуждены правила отбора и ряд других вопросов.
Дальнейшие модификации матричной механики проходили по двум основным направлениям: обобщение матриц в форме операторов, осуществлённое Борном и Норбертом Винером, и представление теории в алгебраической форме (в рамках гамильтонова формализма), развитое Полем Дираком. Последний вспоминал много лет спустя о том, насколько стимулирующим оказалось появление матричной механики для дальнейшего развития атомной физики:

У меня есть наиболее веские причины быть почитателем Вернера Гейзенберга. Мы учились в одно время, были почти ровесниками и работали над одной и той же проблемой. Гейзенберг преуспел там, где у меня были неудачи. К тому времени накопилось огромное количество спектроскопического материала, и Гейзенберг нашёл правильный путь в его лабиринте. Сделав это, он дал начало золотому веку теоретической физики, и вскоре выполнять первоклассные работы имел возможность даже второразрядный студент.
— П. А. М. Дирак. Методы теоретической физики // Успехи физических наук. — Российская академия наук, 1970. — Т. 102. — С. 299.

### Соотношение неопределённостей
В начале 1926 года из печати стали выходить работы Эрвина Шрёдингера по волновой механике, которая давала описание атомных процессов в привычной форме непрерывных дифференциальных уравнений и которая, как вскоре выяснилось, математически тождественна матричному формализму. Гейзенберг критически отнёсся к новой теории и, в особенности, к её первоначальной интерпретации как имеющей дело с реальными волнами, несущими электрический заряд. И даже появление борновской вероятностной трактовки волновой функции не решило проблему интерпретации самого формализма, то есть прояснения смысла используемых в нём понятий. Необходимость решения этого вопроса стала особенно ясной в сентябре 1926 года, после визита Шрёдингера в Копенгаген, где он в долгих дискуссиях с Бором и Гейзенбергом отстаивал картину непрерывности атомных явлений и критиковал представления о дискретности и квантовых скачках.
Исходным пунктом в анализе Гейзенберга стало осознание необходимости скорректировать классические понятия (такие, как «координата» и «импульс»), чтобы их можно было использовать в микрофизике, подобно тому, как теория относительности скорректировала понятия пространства и времени, придав тем самым смысл формализму преобразований Лоренца. Выход из ситуации он нашёл в наложении ограничения на использование классических понятий, выраженном математически в виде соотношения неопределённостей: «чем точнее определено положение, тем менее точно известен импульс, и наоборот». Свои выводы он продемонстрировал известным мысленным экспериментом с гамма-микроскопом. Полученные результаты Гейзенберг изложил в 14-страничном письме Паули, который высоко их оценил. Бор, вернувшийся из отпуска в Норвегии, был не вполне удовлетворён и высказал ряд замечаний, но Гейзенберг отказался вносить изменения в свой текст, упомянув о предложениях Бора в постскриптуме. Статья «О наглядном содержании квантовотеоретической кинематики и механики» с подробным изложением принципа неопределённости была получена редакцией Zeitschrift für Physik 23 марта 1927 года.
Принцип неопределённости не только сыграл важную роль в развитии интерпретации квантовой механики, но и поднял ряд философских проблем. Бор связал его с более общей концепцией дополнительности, развивавшейся им в это же время: он трактовал соотношения неопределённостей как математическое выражение того предела, до которого возможно использование взаимно исключающих (дополнительных) понятий. Кроме того, статья Гейзенберга привлекла внимание физиков и философов к концепции измерения, а также к новому, необычному пониманию причинности, предложенному автором: «… в сильной формулировке закона причинности: „если точно знать настоящее, можно предсказать будущее“, неверна предпосылка, а не заключение. Мы в принципе не можем узнать настоящее во всех деталях». Позже, в 1929 году, он ввёл в квантовую теорию термин «коллапс волнового пакета», ставший одним из основных понятий в рамках так называемой «копенгагенской интерпретации» квантовой механики.

### Приложения квантовой механики
Появление квантовой механики (сначала в матричной, а затем в волновой форме), сразу же признанной научным сообществом, стимулировало быстрый прогресс в развитии квантовых представлений, решении ряда конкретных проблем. Сам Гейзенберг в марте 1926 года закончил совместную с Йорданом статью, давшую объяснение аномального эффекта Зеемана с использованием гипотезы Гаудсмита и Уленбека о спине электрона. В последующих работах, написанных уже с использованием шрёдингеровского формализма, он рассмотрел системы нескольких частиц и показал важность соображений симметрии состояний для понимания особенностей спектров гелия (термы пара- и ортогелия), ионов лития, двухатомных молекул, что позволило сделать вывод о существовании двух аллотропных форм водорода — орто- и параводорода. Фактически Гейзенберг независимо пришёл к статистике Ферми — Дирака для систем, удовлетворяющих принципу Паули.
В 1928 году Гейзенберг заложил основы квантовой теории ферромагнетизма (модель Гейзенберга), использовав представление об обменных силах между электронами для объяснения так называемого «молекулярного поля», введённого Пьером Вейсом ещё в 1907 году. При этом ключевую роль играло относительное направление спинов электронов, которое определяло симметрию пространственной части волновой функции и, таким образом, влияло на пространственное распределение электронов и электростатическое взаимодействие между ними. Во второй половине 1940-х годов Гейзенберг предпринял неудачную попытку построения теории сверхпроводимости, в которой учитывалось только электростатическое взаимодействие между электронами.

### Квантовая электродинамика
С конца 1927 года основной задачей, занимавшей Гейзенберга, стало построение квантовой электродинамики, которая учитывала бы не только наличие квантованного электромагнитного поля, но и его взаимодействие с релятивистскими заряженными частицами. Уравнение Дирака для релятивистского электрона, появившееся в начале 1928 года, с одной стороны, указывало верный путь, но, с другой, породило ряд проблем, казавшихся неразрешимыми — проблему собственной энергии электрона, связанную с появлением бесконечно большой добавки к массе частицы, и проблему состояний с отрицательной энергией. Исследование, проводившееся Гейзенбергом совместно с Паули, зашло в тупик, и он на время бросил его, занявшись теорией ферромагнетизма. Лишь в начале 1929 года им удалось продвинуться дальше в построении общей схемы релятивистской теории, которая была изложена в статье, законченной в марте того года. Предложенная схема была основана на процедуре квантования классической полевой теории, содержащей релятивистски-инвариантный лагранжиан. Учёные применили этот формализм к системе, включающей электромагнитное поле и волны материи, взаимодействующие между собой. В следующей статье, вышедшей в 1930 году, они значительно упростили теорию, использовав соображения симметрии, почерпнутые из общения с известным математиком Германом Вейлем. В первую очередь это касалось соображений калибровочной инвариантности, позволивших избавиться от некоторых искусственных построений первоначальной формулировки.
Хотя попытка Гейзенберга и Паули построить квантовую электродинамику существенно расширила границы атомной теории, включив ряд известных результатов, она оказалась неспособна устранить расходимости, связанные с бесконечной собственной энергией точечного электрона. Все предпринятые позже попытки решить эту проблему, в том числе такие радикальные, как квантование пространства (решёточная модель), не принесли успеха. Решение было найдено много позже в рамках теории перенормировок.
Начиная с 1932 года, Гейзенберг уделял много внимания явлению космических лучей, которые, по его мнению, давали возможность серьёзной проверки теоретических представлений. Именно в космическом излучении Карл Андерсон обнаружил позитрон, предсказанный ранее Дираком («дырка» Дирака). В 1934 году Гейзенберг развил теорию дырок, включив позитроны в формализм квантовой электродинамики. При этом он, как и Дирак, постулировал существование явления поляризации вакуума и в 1936 году совместно с Гансом Эйлером вычислил квантовые поправки к уравнениям Максвелла, связанные с этим эффектом (так называемый лагранжиан Гейзенберга — Эйлера).

### Ядерная физика
В 1932 году, вскоре после открытия нейтрона Джеймсом Чедвиком, Гейзенберг высказал идею о протон-нейтронном строении атомного ядра (несколько ранее она была независимо предложена Дмитрием Иваненко) и в трёх статьях попытался построить квантовомеханическую теорию такого ядра. Хотя эта гипотеза разрешила многие трудности предыдущей (протон-электронной) модели, оставалось неясным происхождение электронов, испускаемых в процессах бета-распада, некоторые особенности статистики ядерных частиц и природа сил между нуклонами. Гейзенберг попытался прояснить эти вопросы, предположив наличие обменных взаимодействий между протонами и нейтронами в ядре, которые аналогичны силам между протоном и атомом водорода, формирующими молекулярный ион водорода. Это взаимодействие, по предположению, должно осуществляться посредством электронов, которыми обмениваются нейтрон и протон, однако этим ядерным электронам пришлось приписать «неправильные» свойства (в частности, они должны быть бесспиновыми, то есть бозонами). Взаимодействие между нейтронами описывалось аналогично взаимодействию двух нейтральных атомов в молекуле водорода. Здесь же учёный впервые высказал идею изотопической инвариантности, связанной с обменом зарядом между нуклонами и с зарядовой независимостью ядерных сил. Дальнейшие усовершенствования в эту модель были внесены Этторе Майораной, обнаружившим эффект насыщения ядерных сил.
После появления в 1934 году теории бета-распада, развитой Энрико Ферми, Гейзенберг занялся её расширением и высказал мысль о том, что ядерные силы возникают за счёт обмена не электронами, а парами электрон — нейтрино (независимо эту идею развивали Иваненко, Игорь Тамм и Арнольд Нордсик). Правда, величина такого взаимодействия оказалась много меньше, чем показывал эксперимент. Тем не менее, эта модель (с некоторыми добавлениями) оставалась господствующей до появления теории Хидэки Юкавы, который постулировал существование более тяжёлых частиц, обеспечивающих взаимодействие нейтронов и протонов в ядре. В 1938 году Гейзенберг и Эйлер разработали методы анализа данных поглощения космических лучей и смогли дать первую оценку времени жизни частицы («мезотрона», или, как позже стали говорить, мезона), принадлежавшей к жёсткой компоненте лучей и поначалу ассоциировавшейся с гипотетической частицей Юкавы. В следующем году Гейзенберг проанализировал ограниченность существовавших квантовых теорий взаимодействий элементарных частиц, основанных на использовании теории возмущений, и обсудил возможности выхода за рамки этих теорий в области высоких энергий, достижимых в космических лучах. В этой области возможно рождение множественных частиц в космических ливнях, которое было им рассмотрено в рамках теории векторных мезонов.

### Квантовая теория поля
В серии из трёх статей, написанных между сентябрем 1942 и маем 1944 года, Гейзенберг предложил радикальный способ избавления от расходимостей в квантовой теории поля. Идея фундаментальной длины (кванта пространства) побудила его отказаться от описания с помощью непрерывного уравнения Шрёдингера. Учёный вновь вернулся к концепции наблюдаемых величин, соотношения между которыми должны лежать в основе будущей теории. Для связи между этими величинами, к которым он однозначно относил энергии стационарных состояний и асимптотическое поведение волновой функции в процессах рассеяния, поглощения и испускания излучения, было введено (независимо от Джона Уилера, сделавшего это в 1937 г.) понятие об S-матрице (матрице рассеяния), то есть некотором операторе, превращающем функцию падающей волны в функцию рассеянной волны. По замыслу Гейзенберга, S-матрица должна была заменить гамильтониан в будущей теории. Несмотря на трудности обмена научной информацией в условиях войны, теория матрицы рассеяния вскоре была подхвачена рядом учёных (Эрнст Штюкельберг в Женеве, Хендрик Крамерс в Лейдене, Кристиан Мёллер в Копенгагене, Паули в Принстоне), которые взялись за дальнейшее развитие формализма и выяснение его физических аспектов. Однако со временем стало ясно, что эта теория в чистом виде не может стать альтернативой обычной квантовой теории поля, но может быть одним из полезных математических инструментов в её рамках. В частности, она используется (в модифицированном виде) в фейнмановском формализме квантовой электродинамики. Понятие S-матрицы, дополненное рядом условий, заняло центральное место в формулировке так называемой аксиоматической квантовой теории поля, а в дальнейшем в разработке теории струн.
В послевоенное время, в условиях нарастающего количества вновь открываемых элементарных частиц, встала проблема их описания при помощи как можно меньшего числа полей и взаимодействий, в простейшем случае — единственного поля (тогда можно говорить о «единой теории поля»). Начиная примерно с 1950 года, проблема поиска верного уравнения, описывающего это единое поле, стала основной в научном творчестве Гейзенберга. Его подход основывался на нелинейном обобщении уравнения Дирака и наличии некоторой фундаментальной длины (порядка классического радиуса электрона), ограничивающей применимость обычной квантовой механики. В целом это направление, сразу же столкнувшееся со сложнейшими математическими проблемами и необходимостью вместить в себя огромное количество экспериментальных данных, было скептически воспринято научным сообществом и разрабатывалось почти исключительно в группе Гейзенберга. Несмотря на то, что успеха достигнуто не было и развитие квантовой теории шло в основном по иным путям, некоторые идеи и методы, появившиеся в работах немецкого учёного, сыграли свою роль в этом дальнейшем развитии. В частности, мысль о представлении нейтрино в качестве голдстоуновской частицы, возникающей в результате спонтанного нарушения симметрии, оказала влияние на развитие концепции суперсимметрии.

### Гидродинамика
Фундаментальными проблемами гидродинамики Гейзенберг начал заниматься ещё в начале 1920-х годов, в первой статье сделав попытку, следуя Теодору фон Карману, определить параметры вихревого хвоста, который возникает за движущейся пластиной. В своей докторской диссертации он рассмотрел устойчивость ламинарного течения и природу турбулентности на примере потока жидкости между двумя плоскопараллельными пластинами. Ему удалось показать, что ламинарный поток, устойчивый при малых числах Рейнольдса (ниже критической величины), при увеличении этого параметра сначала становится неустойчивым, однако при очень больших значениях его стабильность повышается (неустойчивы только длинноволновые возмущения). Гейзенберг вернулся к проблеме турбулентности в 1945 году, когда был интернирован в Англии. Он разработал подход на основе статистической механики, который во многом был аналогичен идеям, развивавшимся Джеффри Тейлором, Андреем Колмогоровым и другими учёными. В частности, ему удалось показать, как происходит обмен энергией между вихрями различных размеров.

## Гейзенберг и немецкий ядерный проект

### Взаимоотношения с нацистским режимом
Вскоре после прихода к власти Гитлера в январе 1933 года началось грубое вторжение политики в устоявшуюся университетскую жизнь, целью которого была «очистка» науки и образования от евреев и других нежелательных элементов. Гейзенберг, как и многие его коллеги, был шокирован столь явным антиинтеллектуализмом нового режима, который неминуемо должен был привести к ослаблению немецкой науки. Однако поначалу он всё же был склонен делать упор на положительных чертах изменений, происходивших в стране. По-видимому, нацистская риторика возрождения Германии и немецкой культуры привлекала его своей близостью к тем романтическим идеалам, которые разделяли участники молодёжного движения после Первой мировой войны. Кроме того, как отмечает биограф учёного Дэвид Кэссиди, пассивность, с которой Гейзенберг и его коллеги воспринимали наступившие перемены, была, видимо, связана с традицией рассматривать науку как институт, стоящий вне политики.
Попытки Гейзенберга, Макса Планка и Макса фон Лауэ изменить политику в отношении учёных-евреев или хотя бы ослабить её последствия за счет личных связей и подачи петиций по официальным бюрократическим каналам не увенчались успехом. С осени 1933 года «неарийцы», женщины и люди левых убеждений лишались права преподавать, а с 1938 года будущие лекторы должны были доказывать свою политическую благонадёжность. В этой ситуации Гейзенберг и его коллеги, считая первоочередной задачей сохранение немецкой физики, предприняли попытки заместить освободившиеся позиции немецкими или даже иностранными учёными, что было негативно встречено в научном сообществе и также не достигло своей цели. В качестве последнего средства оставался уход в отставку в знак протеста, однако Планк отговорил Гейзенберга, указав на важность выживания физики несмотря на катастрофу, которая ожидает Германию в будущем.
Стремление сохранить свою аполитическую позицию не только не позволило Гейзенбергу и другим учёным оказать сопротивление нарастающему антисемитизму в университетских кругах, но вскоре поставило их самих под серьёзный удар со стороны «арийских физиков». В 1935 году активизировались нападки против «еврейской физики», к которой относились теория относительности и квантовая механика. Эти акции, поддержанные официальной прессой, направлялись деятельными сторонниками нацистского режима, нобелевскими лауреатами Йоханнесом Штарком и Филиппом Ленардом. Выход в отставку Арнольда Зоммерфельда, выбравшего в качестве преемника на должность профессора Мюнхенского университета своего знаменитого ученика, стал толчком к нападкам на Гейзенберга, заклеймённого Штарком в декабре 1935 года «духом эйнштеновского духа» (нем. Geist von Einsteins Geist). Учёный опубликовал ответ в газете нацистской партии Völkischer Beobachter, призвав уделять больше внимания фундаментальным физическим теориям. Весной 1936 года Гейзенбергу вместе с Хансом Гейгером и Максом Вином удалось собрать подписи 75 профессоров под петицией в поддержку этого призыва. Эти контрмеры, казалось, склонили Имперское министерство образования на сторону учёных, однако 15 июля 1937 года ситуация в очередной раз изменилась. В этот день в официальной газете СС Das Schwarze Korps вышла большая статья Штарка под названием «„Белые евреи“ в науке» (нем. «Weisse Juden» in der Wissenschaft), в которой провозглашалась необходимость устранения «еврейского духа» из немецкой физики. На долю персонально Гейзенберга пришлись угрозы отправки в концентрационный лагерь и именование «Осецким от физики». Несмотря на ряд приглашений из-за рубежа, поступивших ему в это время, Гейзенберг не желал покидать страну и решил договориться с правительством. Дэвид Кэссиди дал следующую картину этого непростого выбора:

Если бы режим восстановил его высший статус, он бы принял те компромиссы, которые требовались, к тому же убеждая себя в справедливости нового обоснования: при помощи личной жертвы, состоящей в том, что он останется на своей должности, он фактически защищал правильную немецкую физику от искажения со стороны национал-социализма.
Оригинальный текст (англ.)If the regime reinstated his first-class status, he would accept the compromises that this required, yet all the while convincing himself of a new rationalization: through his personal sacrifice in remaining at his post he was actually protecting decent German physics from the corruption of National Socialism.
— D. C. Cassidy. Heisenberg, German Science, and the Third Reich // Social Research. — 1992. — Vol. 59, № 3. — P. 656.
Следуя выбранному курсу, Гейзенберг составил два официальных письма — в адрес Имперского министерства образования и на имя рейхсфюрера СС Генриха Гиммлера, — в которых потребовал официальной реакции на действия Штарка и его сторонников. В письмах он заявил, что если нападки официально одобряются властями, он покинет свой пост; если же нет, то ему требуется защита со стороны правительства. Благодаря знакомству матери учёного с матерью Гиммлера письмо достигло адресата, однако прошёл ещё почти год, в течение которого Гейзенберга допрашивали в гестапо, прослушивали его домашние разговоры и шпионили за его действиями, прежде чем был получен положительный ответ одного из высших руководителей Рейха. Тем не менее, должность профессора в Мюнхене была всё же отдана другому, более лояльному партии кандидату.

### Начало уранового проекта. Поездка в Копенгаген
Достигнутый компромисс между Гейзенбергом и нацистским руководством был образно назван Кэссиди «фаустовской сделкой». С одной стороны, успех в борьбе с «арийскими физиками» и публичная реабилитация учёного означали признание его важности (как и его коллег) для поддержания высокого уровня физического образования и научных исследований в стране. Другой стороной этого компромисса была готовность немецких учёных (в том числе и Гейзенберга) сотрудничать с властями и участвовать в военных разработках Третьего Рейха. Актуальность последних особенно возросла с началом Второй мировой войны не только для армии, но и для самих учёных, ибо сотрудничество с военными служило надёжной защитой от призыва на фронт. У согласия Гейзенберга работать на нацистское правительство была и другая сторона, следующим образом выраженная Моттом и Пайерлсом:

…разумно предположить, что он желал Германии победы в войне. Он не принимал многие аспекты нацистского режима, но он был патриотом. Желание поражения своей страны подразумевало бы намного более бунтарские взгляды, чем те, которых он придерживался.
Оригинальный текст (англ.)…it is reasonable to assume that he wanted Germany to win the war. He disapproved of many facets of the Nazi regime, but he was a patriot. To desire the defeat of his country would have meant far more rebellious views than he held.
— N. Mott, R. Peierls. Werner Heisenberg (1901—1976) // Biogr. Mems Fell. Roy. Soc.. — 1977. — Vol. 23. — P. 232.
Уже в сентябре 1939 года армейское руководство поддержало создание так называемого «Уранового клуба» (Uranverein) для более глубокого исследования перспектив применения деления ядер урана, открытого Отто Ганом и Фрицем Штрассманом в конце 1938 года. Гейзенберг был среди приглашенных на одно из первых обсуждений проблемы 26 сентября 1939 года, где был составлен план проекта и отмечена возможность военного применения ядерной энергии. Учёный должен был теоретически исследовать основы функционирования «урановой машины», как тогда называли ядерный реактор. В декабре 1939 года он представил первый секретный отчёт с теоретическим анализом возможности получения энергии за счёт ядерного деления. В этом отчёте в качестве замедлителей предлагались углерод и тяжёлая вода, однако с лета 1940 года было решено остановиться на последней как более экономичном и доступном варианте (соответствующее производство было уже налажено в оккупированной Норвегии).
После своей реабилитации нацистским руководством Гейзенберг получил возможность выступать с лекциями не только в Германии, но и в других странах Европы (в том числе оккупированных). С точки зрения партийных бюрократов, он должен был служить воплощением процветания немецкой науки. Известный специалист по истории немецкой науки этого периода Марк Уокер писал по этому поводу:

Очевидно, что Гейзенберг работал на нацистскую пропаганду невольно, а может быть, даже неосознанно. Однако столь же очевидно, что соответствующие национал-социалистические чиновники использовали его в пропагандистских целях, что его деятельность была эффективной в этом отношении и что его иностранные коллеги имели основание считать, что он пропагандирует нацизм… Такие зарубежные лекционные поездки, возможно, больше, чем что-нибудь ещё, отравляли его отношения со многими иностранными коллегами и прежними друзьями за пределами Германии.
— М. Уолкер. Наука при национал-социализме // Вопросы истории естествознания и техники. — 2001. — № 1. — С. 3—30.
Пожалуй, самым известным примером такой поездки стала встреча с Нильсом Бором в Копенгагене в сентябре 1941 года. Подробности беседы двух учёных не известны, а её трактовки сильно отличаются. По словам самого Гейзенберга, он хотел узнать мнение своего учителя о моральном аспекте создания нового оружия, однако, поскольку не мог говорить открыто, Бор его неправильно понял. Датчанин дал совсем иную интерпретацию этой встречи. У него создалось впечатление, что немцы интенсивно работают над урановой темой, а Гейзенберг хотел разузнать, что он об этом знает. Более того, Бор считал, что его гость предложил ему сотрудничать с нацистами. Взгляды датского учёного нашли отражение в черновиках писем, впервые опубликованных в 2002 году и широко обсуждавшихся в печати.
В 1998 году в Лондоне состоялась премьера пьесы английского драматурга Майкла Фрэйна «Копенгаген», посвящённой этому не до конца прояснённому эпизоду в отношениях Бора и Гейзенберга. Её успех в Великобритании и затем на Бродвее стимулировал дискуссии физиков и историков науки о роли немецкого учёного в создании «бомбы для Гитлера» и содержании беседы с Бором. Высказывалось мнение, что Гейзенберг хотел сообщить через Бора физикам союзных государств, чтобы они не приступали к созданию ядерного оружия или сосредоточились на мирном реакторе, как это сделали немецкие учёные. По мнению Уокера, Гейзенберг сообщил в беседе «три вещи: 1) немцы работают над атомной бомбой; 2) он сам амбивалентно относится к этой работе; 3) Бору следует сотрудничать с Немецким научным институтом и с оккупационными властями». Поэтому не удивительно, что датчанин, перебравшись осенью 1943 года в Англию и затем в США, поддержал скорейшее создание ядерной бомбы в этих странах.

### Попытки создания реактора
К началу 1942 года, несмотря на дефицит урана и тяжёлой воды, различные группы учёных в Германии сумели провести лабораторные эксперименты, давшие обнадёживающие результаты с точки зрения построения «урановой машины». В частности, в Лейпциге Роберт Дёпель сумел добиться положительного прироста числа нейтронов в сферической геометрии расположения слоёв урана, предложенной Гейзенбергом. Всего над урановой проблемой в Германии работало 70-100 учёных в составе различных групп, не объединённых единым руководством. Большое значение для дальнейшей судьбы проекта имела конференция, организованная военным научным советом в феврале 1942 года (с одной из лекций выступил и Гейзенберг). Хотя на этой встрече был признан военный потенциал ядерной энергии, однако с учётом текущего экономического и военного положения Германии было решено, что достичь её применения в разумный срок (порядка года) не удастся и потому это новое оружие не сможет оказать влияние на ход войны. Тем не менее, ядерные исследования были признаны важными для будущего (как в военном, так и в мирном смыслах) и их было решено по-прежнему продолжать финансировать, однако общее руководство перешло от военных к Имперскому исследовательскому совету. Это решение было подтверждено в июне 1942 года на встрече учёных с министром вооружений Альбертом Шпеером, а основной целью стало создание ядерного реактора. Как указывает Уокер, решение не переводить работы на промышленный уровень оказалось ключевым в судьбе всего немецкого уранового проекта:

Несмотря на то, что до этого момента американские и немецкие исследования шли параллельно друг другу, вскоре американцы опередили немцев… Сравнивать работы, проводившиеся с зимы 1941 /42 года американскими и немецкими учеными, просто нет смысла. Между январем и июнем 1942 года, когда американцы перешли от лабораторных исследований к промышленным испытаниям, а к работе над проектом были привлечены уже тысячи учёных и инженеров, они сделали то, на что у немцев ушёл весь остаток войны.
— М. Уокер. Миф о германской атомной бомбе // Природа. — Наука, 1992. — № 1.
В июле 1942 года с целью организации работ по «урановой машине» Институт физики в Берлине был возвращён в состав Общества кайзера Вильгельма, а его руководителем был назначен Гейзенберг (одновременно он получил пост профессора Берлинского университета). Поскольку формально директором института оставался Петер Дебай, не вернувшийся из США, название должности Гейзенберга звучало как «директор при институте». Несмотря на нехватку материалов, в последующие годы в Берлине было поставлено несколько экспериментов с целью получения самоподдерживающейся цепной реакции в ядерных котлах разных геометрий. Эта цель была почти достигнута в феврале 1945 года в последнем эксперименте, который проводился уже в эвакуации, в вырубленном в скале помещении в деревне Хайгерлох (сам институт расположился неподалёку, в Хехингене). Именно здесь учёные и установка были захвачены секретной миссией «Алсос» в апреле 1945 года.
Незадолго перед появлением американских войск Гейзенберг отправился на велосипеде в баварскую деревню близ Урфельда (Urfeld), где находилась его семья и где его вскоре отыскали союзники. В июле 1945 года в числе десяти крупнейших немецких учёных, имевших отношение к нацистскому ядерному проекту, он был интернирован в поместье Фарм-Холл недалеко от Кембриджа. За физиками, находившимися здесь в течение полугода, было устроено постоянное наблюдение, а их разговоры записывались при помощи скрытых микрофонов. Эти записи были рассекречены британским правительством в феврале 1992 года и являются ценным документом по истории германского ядерного проекта.

### Послевоенные дискуссии
Вскоре после окончания мировой войны началась бурная дискуссия о причинах неудачи немецких физиков в создании атомной бомбы. В ноябре 1946 года в журнале Die Naturwissenschaften была опубликована статья Гейзенберга, посвящённая нацистскому ядерному проекту. Марк Уокер выделил несколько характерных неточностей в трактовке событий, данной немецким учёным: преуменьшение роли физиков, тесно связанных с военными кругами и не скрывавших этого (например, Курта Дибнера, Абрахама Эзау и Эриха Шумана); упор на экспериментальную ошибку, приведшую к выбору тяжёлой воды (а не графита) в качестве замедлителя, хотя этот выбор был обусловлен прежде всего экономическими соображениями; затушёвывание понимания немецкими учёными роли ядерного реактора для получения оружейного плутония; приписывание встрече учёных с министром Шпеером решающей роли в осознании невозможности создания ядерного оружия до окончания войны, хотя это было признано ещё ранее армейским руководством, решившим не переводить исследования на промышленный уровень и не тратить на него ценные ресурсы. В этой же статье Гейзенберга впервые появился намёк на то, что немецкие физики (во всяком случае, из окружения Гейзенберга) контролировали ход работы и по моральным соображениям старались увести её в сторону от разработки ядерного оружия. Однако, как замечает Уокер,

во-первых, Гейзенберг и его окружение не только не контролировали германские усилия по овладению ядерной энергией, но и не смогли бы этого сделать, если бы и попытались, а во-вторых, благодаря решению армейских властей в 1942 году и общей ситуации в войне Гейзенберг и другие ученые, работавшие над ядерной проблемой, так и не столкнулись с трудной моральной дилеммой, возникающей при мысли о создании ядерного оружия для нацистов. Зачем им было рисковать и пытаться изменить направление исследований, если они были уверены, что не смогут повлиять на исход войны?
— М. Уокер. Миф о германской атомной бомбе // Природа. — Наука, 1992. — № 1.
Другую сторону дискуссии представлял Сэм Гаудсмит, служивший в конце войны научным руководителем миссии «Алсос» (в прежние времена они с Гейзенбергом были довольно близкими друзьями). В их эмоциональном споре, продолжавшемся несколько лет, Гаудсмит придерживался мнения, что препятствием для достижения успеха в Германии явились недостатки организации науки в тоталитарном обществе, однако при этом фактически обвинил немецких учёных в некомпетентности, считая, что они не в полной мере понимали физику бомбы. Гейзенберг резко возражал против последнего утверждения. По словам Уокера, «урон, нанесённый его репутации физика, возможно, больше беспокоил его, чем критика за службу нацистам».
В дальнейшем тезис Гейзенберга о «моральном сопротивлении» был развит Робертом Юнгом в бестселлере «Ярче тысячи солнц», где уже фактически утверждалось о сознательном саботировании немецкими учёными работ по созданию нового оружия. Позже эта версия нашла отражение также в книге Томаса Пауэрса. С другой стороны, мысль Гаудсмита о некомпетентности физиков, выдвинувшихся на первый план при нацистах, была подхвачена генералом Лесли Гровсом, руководителем «Манхэттенского проекта», а впоследствии выражена Полом Лоуренсом Роузом в его книге. Согласно Уокеру, считавшему главной причиной неудачи экономические трудности военных лет, оба противостоящих тезиса были далеки от исторической точности и являлись отражением нужд времени: тезис Гейзенберга должен был восстановить в правах немецкую науку и реабилитировать учёных, сотрудничавших с нацистами, тогда как утверждение Гаудсмита служило оправданием страху перед нацистским ядерным оружием и усилиям союзников по его созданию. Мотт и Пайерлс также фактически разделили мнение о решающей роли технических трудностей и невозможности для Германии приложить столь большие усилия в сложившихся условиях.
Обе противостоящие точки зрения (о саботаже и некомпетентности) не подтверждаются в полной мере записями разговоров немецких физиков, сделанными во время их интернирования в Фарм-Холле. Более того, именно в Фарм-Холле перед ними впервые встал вопрос о причинах неудачи, ведь до самой бомбардировки Хиросимы они были уверены, что значительно опережают американцев и британцев в ядерных разработках. В ходе обсуждения этой проблемы Карл фон Вайцзеккер впервые высказал ту самую мысль, что они не создали бомбу, потому что «не хотели этого». Как отмечает историк Хорст Кант, в этом есть определённый смысл, ибо сами Гейзенберг и Вайцзеккер, в отличие от участников «Манхеттенского проекта», не посвящали всё своё время ядерным разработкам. В частности, Гейзенберг как раз в 1942—1944 годах активно развивал теорию S-матрицы и, возможно, просто не испытывал особого интереса к чисто военным исследованиям. Ханс Бете, возглавлявший во время войны теоретический отдел Лос-Аламосской лаборатории, на основе плёнок Фарм-Холла также сделал вывод, что Гейзенберг не работал над атомной бомбой. Дискуссии продолжаются до сих пор и пока далеки от завершения, однако, как считает Кэссиди, с большой долей уверенности можно рассматривать Гейзенберга

…не как героя или жестокого злодея, а как глубоко талантливого, образованного человека, который, к сожалению, оказался беспомощным в ужасных обстоятельствах своего времени, к которым он, как большинство людей, был полностью неподготовлен.
Оригинальный текст (англ.)…as neither a hero nor a fiendish villain, but as a highly talented, cultured individual who was unfortunately caught up in the dreadful circumstances of his time for which he, like most people, was totally unprepared.
— D. C. Cassidy. A Historical Perspective on Copenhagen // Physics Today. — 2000. — Vol. 53, № 7. — P. 32.

## Философские взгляды

### Мысли и труды по философии науки
На протяжении всей жизни Гейзенберг уделял особое внимание философским основаниям науки, которым он посвятил ряд своих публикаций и выступлений. В конце 1950-х годов вышла его книга «Физика и философия», представлявшая собой текст Гиффордовских лекций в университете Сент-Эндрюс, а спустя десять лет — автобиографическое сочинение «Часть и целое», названное Карлом фон Вайцзеккером единственным платоновским диалогом нашего времени. С философией Платона Гейзенберг познакомился ещё учеником классической гимназии в Мюнхене, где получил качественное гуманитарное образование. Кроме того, большое влияние на него оказал отец, крупный учёный-филолог. Гейзенберг на протяжении всей жизни сохранял интерес к Платону и другим древним философам и даже считал, что «вряд ли можно продвинуться в современной атомной физике, не зная греческой философии». В развитии теоретической физики во второй половине XX века он видел возвращение (на ином уровне) к некоторым атомистическим идеям Платона:

Если мы хотим сравнить результаты современной физики частиц с идеями любого из старых философов, то философия Платона представляется наиболее адекватной: частицы современной физики являются представителями групп симметрии, и в этом отношении они напоминают симметричные фигуры платоновской философии.
— В. Гейзенберг. Природа элементарных частиц // Успехи физических наук. — Российская академия наук, 1977. — Т. 121, вып. 4. — С. 665.
Именно симметрии, определяющие свойства элементарных частиц, — а не сами частицы — Гейзенберг считал чем-то первичным, а один из критериев истинности теории, направленной на поиск этих симметрий и связанных с ними законов сохранения, видел в её красоте и логической стройности. Влияние философии Платона можно проследить и в более ранних работах учёного по квантовой механике. Другим источником вдохновения для Гейзенберга-мыслителя было творчество Иммануила Канта, в особенности его концепция априорного знания и его анализ экспериментального мышления, нашедшие отражение в интерпретации квантовой теории. Влияние Канта можно проследить как в гейзенберговском изменении смысла причинности, так и в его представлении о наблюдаемости физических величин, приведшем к установлению принципа неопределённости и формулировке проблемы измерения в микрофизике. Косвенное влияние на ранние работы учёного по квантовой механике оказали позитивистские идеи Эрнста Маха (посредством трудов Эйнштейна).
Помимо Эйнштейна, глубокое влияние на формирование философских взглядов Гейзенберга оказала дружба и совместная работа с Нильсом Бором, который уделял особое внимание интерпретации теории, прояснению смысла используемых в ней понятий. Гейзенберг, которого Вольфганг Паули поначалу называл чистым формалистом, скоро усвоил боровскую идеологию и в своей знаменитой работе о соотношениях неопределённостей внёс значительный вклад в переопределение классических понятий в микромире. В дальнейшем он не только был одним из основных действующих лиц в окончательном формировании так называемой копенгагенской интерпретации квантовой механики, но и неоднократно обращался к историческому и концептуальному анализу современной физики. В качестве основных мотивов в рассуждениях Гейзенберга философ Анатолий Ахутин выделил идею границы в широком смысле слова (в частности, границы применимости теории); концепцию организующего центра, вокруг которого строится единая картина мира и науки; проблему выхода за пределы существующего знания и построения новой картины реальности («шаги за горизонт»).

### Философско-религиозные взгляды
Гейзенберг, наблюдая за квантовой физикой, приходил в некий религиозный восторг. В своём последнем письме Альберту Эйнштейну он писал: «Мы можем утешать себя тем, что добрый Господь Бог будет знать положение субатомных частиц, таким образом, что Он позволит принципу причинности продолжать иметь силу», хотя другие источники описывают его как атеиста.
Немецкий физик раскритиковал Рене Декарта за идею раскола между материей и духом как опасную, здесь Гейзенберг писал: «Декарт признает, что наше знание собственного мышления более достоверно, чем наше знание внешнего мира. Но его исходная позиция с треугольником: Бог, мир и личность опасным образом упрощает основу для дальнейшего философствования. Раскол между материей и разумом или между телом и душой, который начался с философии Платона, теперь завершен». Здесь он признаётся, что наука способна дать ответ на вопрос о сущности человека больше чем религия или философия.

## Семья и увлечения
В январе 1937 года Гейзенберг познакомился с молодой девушкой Элизабет Шумахер (Elisabeth Schumacher, 1914—1998), дочерью берлинского профессора экономики, и в апреле женился на ней. В следующем году у них родились близнецы Вольфганг и Анна-Мария. Всего у них было семь детей, некоторые из них также проявили интерес к науке: Мартин стал генетиком, Йохен — физиком, а Анна-Мария и Верена — физиологами.
Гейзенберг был музыкально одарен, сначала играл на виолончели, в молодости получал уроки фортепиано у пианиста Питера Дорфингера. Он хорошо играл и пользовался популярностью в коллективах камерной музыки. Существует даже запись фортепианного концерта ре минора Моцарта с любительским оркестром и Гейзенбергом как пианистом в его доме в Мюнхене 3 июля 1966 года.

## В кинематографе
- В 1975 году в фильме «Выбор цели» образ учёного воплотил на экране Хорст Шульце.
- В 1997 году Джим Оттавиани вместе с художником комиксов Стивом Либером описал и проиллюстрировал известную встречу Нильса Бора и Вернера Гейзенберга во время Второй мировой войны. Этот проект расширился за счёт включения других эпизодов из истории науки и вылился в графический роман «Наука с двумя кулаками» (англ. — Two-Fisted Science).
- Большую узнаваемость в культуре имя физика получило благодаря американскому телесериалу «Во все тяжкие» (2008—2013), главный герой которого носил прозвище «Гейзенберг» или «Хайзенберг».
- В 2018 году в фильме «Шпионская игра» в образе учёного сыграл актёр Марк Стронг.
- В 2015 году в мини-сериале «Сражение за тяжёлую воду» Гейзенберга сыграл Кристоф Бах.
- В 2023 году в фильме «Оппенгеймер» Гейзенберга сыграл Маттиас Швайгхёфер.

## Награды и членства
- Медаль Маттеуччи (1929)
- Медаль Барнарда (1930)
- Нобелевская премия по физике (1932)
- Медаль имени Макса Планка (1933)
- Бронзовая медаль Национальной академии наук США (1964)
- Международная золотая медаль Нильса Бора (1970)
- Баварский орден «За заслуги»
- Орден «За заслуги перед Федеративной Республикой Германия» (нем. Der Verdienstorden der Bundesrepublik Deutschland)
- Рыцарь ордена Pour le Mérite (гражданский класс, 1957)[92]
- Член Саксонской академии наук, Гёттингенской академии наук, Прусской академии наук, Баварской академии наук, академии наук Леопольдина, Папской академии наук (1955)[93]
- Иностранный член Лондонского королевского общества (1955), Национальной академии наук США (1961)[94], Американской академии искусств и наук, Ирландской королевской академии, Шведской королевской академии наук, Нидерландской королевской академии наук, Национальной академии деи Линчеи, академий наук Норвегии, Испании, Румынии

## Сочинения

### Книги
- W. Heisenberg. Die physikalischen Prinzipien der Quantentheorie. — Stuttgart: Hirzel, 1930. Английский перевод: W. Heisenberg. The physical principles of the quantum theory. — Courier Dover Publications, 1930. — 183 p. Русский перевод: В. Гейзенберг. Физические принципы квантовой теории. — М.—Л., 1932.
- W. Heisenberg. Wandlungen in den Grundlagen der Naturwissenschaft. — Stuttgart: Hirzel, 1935.
- W. Heisenberg. Die Physik der Atomkerne. — Braumschweig: Vieweg & Sohn, 1943. Русский перевод: В. Гейзенберг. Физика атомного ядра. — М.—Л.: Гостехиздат, 1947.
- В. Гейзенберг. Теория атомного ядра. — М.: Изд-во иностр. лит-ры, 1953.
- В. Гейзенберг. Философские проблемы атомной физики. — М.: Изд-во иностр. лит-ры, 1953.
- W. Heisenberg. Physics and philosophy. — New York: Harper & Row, 1958. Русский перевод: В. Гейзенберг. Физика и философия. Часть и целое. — М.: Наука, 1990. — 400 с. — ISBN 5-02-012452-9. (недоступная ссылка)
- W. Heisenberg. Introduction to the unified field theory of elementary particles. — London: Wiley & Sons, 1966. Русский перевод: В. Гейзенберг. [djvuru.512.com1.ru:8073/WWW/c3ee82becc1cf2a235a19802fb6f51fd.djvu Введение в единую полевую теорию элементарных частиц]. — М.: Мир, 1968.
- W. Heisenberg. Der Teil und das Ganze: Gespräche im Umkreis der Atomphysik. — München: Piper, 1969. Русский перевод: В. Гейзенберг. Физика и философия. Часть и целое. — М.: Наука, 1990.
- W. Heisenberg. Schritte über Grenzen. — München: Piper, 1971. Русский перевод: В. Гейзенберг. Шаги за горизонт. — М.: Прогресс, 1987.
- W. Heisenberg. Encounters with Einstein: and other essays on people, places, and particles. — Princeton University Press, 1989. — 141 p.
- Девятитомное собрание трудов: W. Heisenberg. Gesammelte Werke / Collected Papers / ed. W. Blum, H. P. Dürr, H. Rechenberg. — Berlin; Heidelberg; New York; London; Paris; Tokio; Hong Kong: Springer — Verlag, 1985—1989. Рецензия: Я. А. Смородинский. Наследие Вернера Гейзенберга // Успехи физических наук. — Российская академия наук, 1992. — Т. 162, вып. 1. — С. 141—145.
- В. Гейзенберг. Избранные труды. — М.: Эдиториал УРСС, 2001. — 616 с.

### Основные научные статьи
- W. Heisenberg. Über Stabilität und Turbulenz von Flüssigkeitsströmen (Diss.) // Annalen der Physik. — 1924. — Vol. 379 (74), № 15. — P. 577—627.
- H. A. Kramers, W. Heisenberg. Über die Streuung von Strahlung durch Atome // Zeitschrift für Physik. — 1925. — Vol. 31, № 1. — P. 681—708.
- W. Heisenberg. Über quantentheoretische Umdeutung kinematischer und mechanischer Beziehungen // Zeitschrift für Physik. — 1925. — Vol. 33, № 1. — P. 879—893. Русский перевод: В. Гейзенберг. О квантовотеоретическом истолковании кинематических и механических соотношений // Успехи физических наук. — Российская академия наук, 1977. — Т. 122, вып. 8. — С. 574—586.
- M. Born, W. Heisenberg, P. Jordan. Zur Quantenmechanik. II // Zeitschrift für Physik. — 1926. — Vol. 35, № 8—9. — P. 557—615.
- W. Heisenberg. Über den anschaulichen Inhalt der quantentheoretischen Kinematik und Mechanik // Zeitschrift für Physik. — 1927. — Vol. 43, № 3—4. — P. 172—198. Русский перевод: В. Гейзенберг. О наглядном содержании квантовотеоретической кинематики и механики // Успехи физических наук. — Российская академия наук, 1977. — Т. 122, вып. 8. — С. 651—671.
- W. Heisenberg. Zur Theorie des Ferromagnetismus // Zeitschrift für Physik. — 1928. — Vol. 49, № 9—10. — P. 619—636.
- W. Heisenberg, W. Pauli. Zur Quantendynamik der Wellenfelder // Zeitschrift für Physik. — 1929. — Vol. 56, № 1—2. — P. 1—61.
- W. Heisenberg, W. Pauli. Zur Quantendynamik der Wellenfelder. II // Zeitschrift für Physik. — 1930. — Vol. 59, № 3—4. — P. 168—190.
- W. Heisenberg. Über den Bau der Atomkerne. I // Zeitschrift für Physik. — 1932. — Vol. 77, № 1—2. — P. 1—11.
- W. Heisenberg. Bemerkungen zur Diracschen Theorie des Positrons // Zeitschrift für Physik. — 1934. — Vol. 90, № 3—4. — P. 209—231.
- W. Heisenberg, H. Euler. Folgerungen aus der Diracschen Theorie des Positrons // Zeitschrift für Physik. — 1936. — Vol. 98, № 11—12. — P. 714—732. Английский перевод: W. Heisenberg, H. Euler. Consequences of Dirac Theory of the Positron // ArXiv.org. — 2006.
- W. Heisenberg. Die „beobachtbaren Größen“ in der Theorie der Elementarteilchen // Zeitschrift für Physik. — 1943. — Vol. 120, № 7—10. — P. 513—538.
- W. Heisenberg. Zur statistischen Theorie der Turbulenz // Zeitschrift für Physik. — 1948. — Vol. 124, № 7—12. — P. 628—657.
- W. Heisenberg. Quantum Theory of Fields and Elementary Particles // Reviews of Modern Physics. — 1957. — Vol. 29, № 3. — P. 269—278.

### Некоторые статьи в русском переводе
- В. Гейзенберг. Развитие квантовой механики // В. Гейзенберг, Э. Шрёдингер, П. А. М. Дирак. Три нобелевских доклада. — М.—Л.: ГТТИ, 1934. — С. 11—35.
- В. Гейзенберг. Замечания к теории атомного ядра // Успехи физических наук. — Российская академия наук, 1936. — Т. 16, вып. 1. — С. 1—7.
- В. Гейзенберг, Г. Эйлер. К теории космического излучения. I // Успехи физических наук. — Российская академия наук, 1939. — Т. 21, вып. 2. — С. 130—161.
- В. Гейзенберг, Г. Эйлер. К теории космического излучения. II // Успехи физических наук. — Российская академия наук, 1939. — Т. 21, вып. 3. — С. 261—300.
- В. Гейзенберг. Современное состояние теории элементарных частиц // Успехи физических наук. — Российская академия наук, 1956. — Т. 60, вып. 11. — С. 413—424.
- В. Гейзенберг. Открытие Планка и основные философские проблемы атомной теории // Успехи физических наук. — Российская академия наук, 1958. — Т. 66, вып. 10. — С. 163—175.
- В. Гейзенберг. Роль феноменологических теорий в системе теоретической физики // Успехи физических наук. — Российская академия наук, 1967. — Т. 91, вып. 4. — С. 731—733.
- В. Гейзенберг. Нелинейные проблемы в физике // Успехи физических наук. — Российская академия наук, 1968. — Т. 94, вып. 1. — С. 155—166.
- В. Гейзенберг. Памяти Макса Борна // Успехи физических наук. — Российская академия наук, 1970. — Т. 102, вып. 9. — С. 149—152.
- В. Гейзенберг. Жизнь в физике. Теория, критика и философия // Успехи физических наук. — Российская академия наук, 1970. — Т. 102, вып. 10. — С. 298—312.
- В. Гейзенберг. Природа элементарных частиц // Успехи физических наук. — Российская академия наук, 1977. — Т. 121, вып. 4. — С. 657—677.

### Книги
- E. Heisenberg. Inner exile: recollections of a life with Werner Heisenberg. — Birkhäuser, 1984. — 170 p.
- М. Джеммер. Эволюция понятий квантовой механики. — М.: Наука, 1985. — 384 с. — 8000 экз.
- D. C. Cassidy. Uncertainty: the life and science of Werner Heisenberg. — New York: Freeman & Co., 1991. — 669 p. Рецензия: Я. А. Смородинский. Неопределённость: победы и поражения Вернера Гейзенберга // Успехи физических наук. — Российская академия наук, 1992. — Т. 162, вып. 11. — С. 201—205.
- M. Walker. German National Socialism and the Quest for Nuclear Power. — Cambridge: University Press, 1992. — 304 p. Рецензия: Р. Позе, Я. А. Смородинский. Фашистская Германия и ядерная энергетика // Успехи физических наук. — Российская академия наук, 1992. — Т. 162, вып. 4. — С. 169—171.
- T. Powers. Heisenberg's War: The Secret History of the German Bomb. — New York: Alfred A. Knopf, 1993.
- P. L. Rose. Heisenberg and the Nazi atomic bomb project: A Study in German Culture. — University of California Press, 2002. — 352 p.
- 100 years Werner Heisenberg: works and impact / ed. D. Papenfuss, D. Lüst, W. Schleich. — Wiley, 2002. — 299 p.
- Fundamental physics — Heisenberg and beyond / ed. G. W. Buschhorn, J. Wess. — Springer, 2004. — 188 p.
- D. C. Cassidy. Beyond uncertainty: Heisenberg, quantum physics, and the bomb. — New York: Bellevue Literary Press, 2009. — 480 p.

### Статьи
- Professor Werner Heisenberg: A pioneer of quantum mechanics (англ.) // The Times. — 1976.
- J. Bernstein, D. C. Cassidy. Bomb Apologetics: Farm Hall, August 1945 // Physics Today. — 1995. — Vol. 48, № 8. — P. 32—36.
- H. A. Bethe. The German Uranium Project // Physics Today. — 2000. — Vol. 53, № 7. — P. 34—36.
- F. Bloch. Heisenberg and the early days of quantum mechanics // Physics Today. — 1976. — Vol. 29, № 12. — P. 23—27.
- D. C. Cassidy. A Historical Perspective on Copenhagen // Physics Today. — 2000. — Vol. 53, № 7. — P. 28—32.
- D. C. Cassidy. Heisenberg's first paper // Physics Today. — 1978. — Vol. 31, № 7. — P. 23—28.
- G. Holton. Werner Heisenberg and Albert Einstein // Physics Today. — 2000. — Vol. 53, № 7. — P. 38—42.
- H. Kant. Werner Heisenberg and the German Uranium Project // Исследования по истории физики и механики 2002. — М.: Наука, 2003. — С. 151—173.
- A. I. Miller. Werner Heisenberg and the Beginning of Nuclear Physics // Physics Today. — 1985. — Vol. 38, № 11. — P. 60—68.
- N. Mott, R. Peierls. Werner Heisenberg (1901—1976) // Biographical Memoirs of Fellows of the Royal Society. — 1977. — Vol. 23. — P. 212—251.
- W. Sweet. The Bohr Letters: No More Uncertainty // Bulletin of the Atomic Scientists. — 2002. — Vol. 58, № 3. — P. 20—27.
- M. Walker. Heisenberg, Goudsmit and the German Atomic Bomb // Physics Today. — 1990. — Vol. 43, № 1. — P. 52—60.
- E. P. Wigner. Werner K. Heisenberg (Obituary) // Physics Today. — 1976. — Vol. 29, № 4. — P. 86—87.
- А. В. Ахутин. Вернер Гейзенберг и философия // В. Гейзенберг Физика и философия. Часть и целое. — М.: Наука, 1990. — С. 361—394.
- Гейзенберг, Вернер // Лауреаты Нобелевской премии: Энциклопедия. — М.: Прогресс, 1992.
- Фейнберг Е.Л. Вернер Гейзенберг: трагедия учёного // Знамя. — 1989. — № 3. — С. 124—143.
- Храмов Ю. А. Гейзенберг Вернер Карл (Heisenberg Werner Karl) // Физики : Биографический справочник / Под ред. А. И. Ахиезера. — Изд. 2-е, испр. и доп. — М. : Наука, 1983. — С. 77—78. — 400 с. — 200 000 экз.